# Pierre-Louis Manuel
Pierre-Louis Manuel (Nemours, julio de 1751 o 14 de diciembre de 1753- 14 de noviembre de 1793) fue un escritor republicano francés, administrador municipal de la policía y fiscal durante la Revolución Francesa, que fue finalmente arrestado, juzgado y guillotinado.

## Biografía

### Primeros años
Nació en Nemours pero fue criado en Montargis, Loiret. Su padre era un mercero pobre, aunque sus dotes escolares posibilitaron su ingreso en un seminario de Sens. También pasó por el seminario de San Luis y ascendió hasta ser maestro de teología. Sin embargo, fue expulsado y regresó a Montargis una temporada. Volvió a París como profesor para la congregación de la Doctrina Cristiana, y posteriormente ejerció como tutor del hijo de un banquero de la capital.
Su folleto clandestino Essais historiques, critiques, littéraires, et philosophiques, publicado en 1783, provocó su encarcelamiento en la Bastilla del 3 de febrero al 7 de abril de 1786. Para entonces ya había abandonado la Iglesia para dedicarse al negocio de los libros. Aparentemente, habría trabajado como ayudante del impresor y librero Carnery de París hacia 1785. Entre los libros y opúsculos que habría ayudado a imprimir y distribuir se contaban varios títulos, casi todos ilegales, escritos por el conde de Mirabeau.

### Libelista
Con el advenimiento de la Revolución, Manuel redactó y publicó bajo su nombre diversos libelos contra las instituciones derrocadas. En 1789 publicó La Bastille dévoilée (La Bastilla al descubierto, en cuatro volúmenes), utilizando como fuentes los papeles confiscados tras el colapso de dicha prisión. Le siguió en 1790 La Chasteté du clergé dévoilée (La castidad del clero al descubierto), en dos volúmenes.
En 1791 —«el segundo año de la libertad»— da a la prensa La Police de París dévoilée (La policía de París al descubierto) bajo el lema «la publicidad es la salvaguarda de las leyes y la moral» y donde se identificaba a sí mismo como «uno de los administradores de 1789». El panfleto aprovechaba documentos policiales confiscados al Antiguo Régimen para desvelar los abusos cometidos, entre ellos —según su autor— el encarcelamiento en 1784 de su amigo Jacques Pierre Brissot. También relataba la vida y la persecución de que fueron objeto diversos libelistas, incluso por parte de la policía secreta en el exilio (principalmente en Londres), y otros escándalos ocurridos bajo el anterior régimen.

### Revolucionario

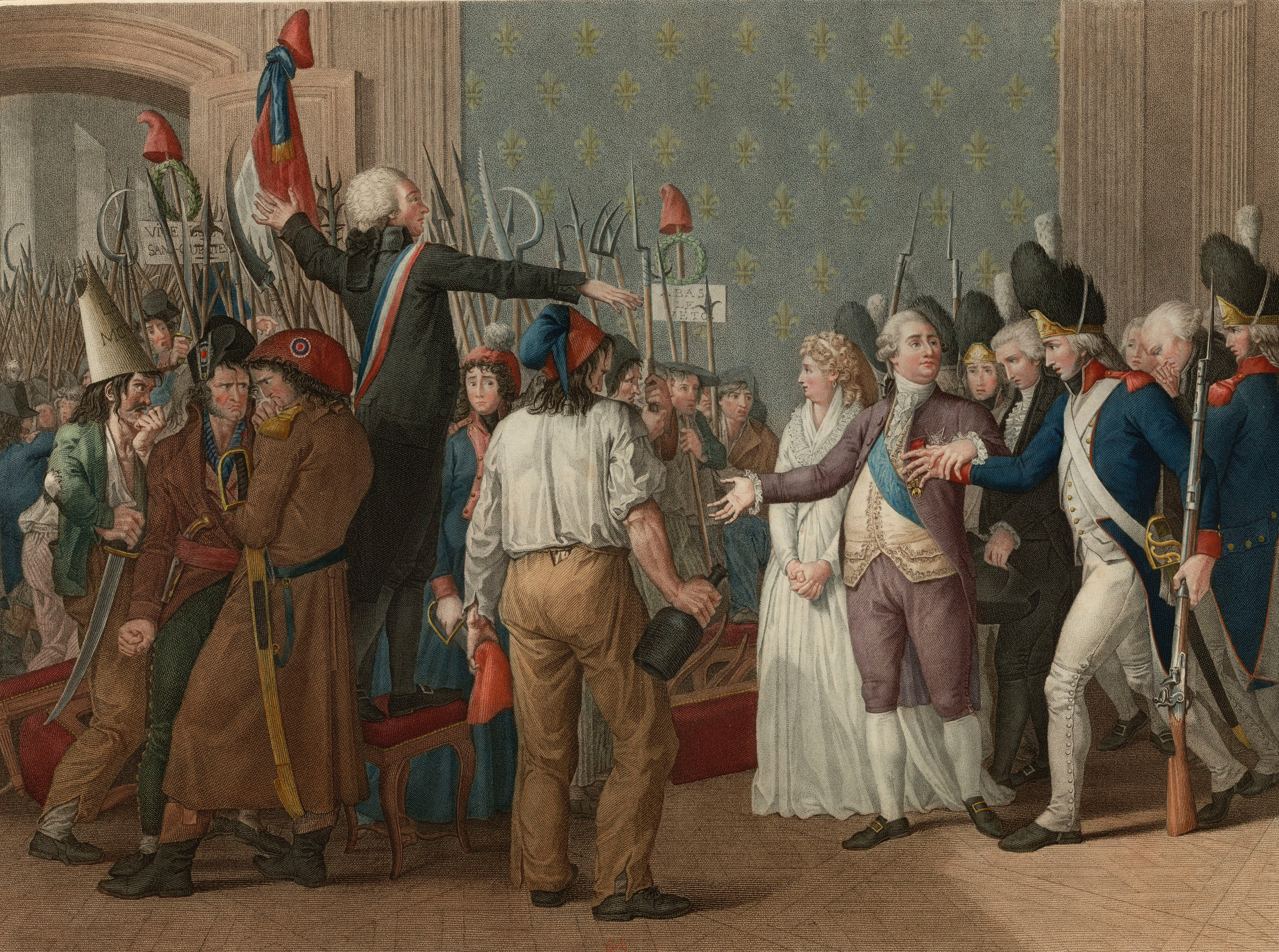
Jornada del 20 de junio de 1792, por Bouillon & Vérité

Manuel era un hombre cultivado que acogió entusiasmado las ideas revolucionarias, y tras la toma de la Bastilla, se convirtió en miembro del gobierno municipal provisional de París, donde estuvo al frente de la Guardia Nacional y la gendarmería, así como del departamento encargado de vigilar el comercio de libros —desde donde promovió la libertad de prensa—. A principios de diciembre de 1791 fue elegido procurador público de la comuna, encargado tanto de la investigación y la persecución penal del crimen como de la representación del monarca. Durante un debate sobre el derecho de veto (suspender una ley temporalmente o hasta el cumplimiento de alguna condición) manifestó a los jacobinos que, como patriota, no le gustaba el rey pero que este debía tener derecho a irse o abdicar. Asimismo, al no ser natural de París su popularidad decreció. El 24 de febrero de 1792 Manuel tomó posesión como procurador, con un discurso en el que prevenía contra la anarquía. Propuso vender los retratos de obispos que colgaban en el interior del edificio.
A principios de 1792 publicaría las Lettres originales de Mirabeau, una recopilación de la correspondencia privada de este procedente de donaciones particulares y de los archivos policiales de la Bastilla. Manuel también publicó sus propios comentarios, cartas y discursos con el fin de promocionarse como revolucionario y atacar a las instituciones del Antiguo Régimen, lo que le valió el favor del pueblo y del Club de los Jacobinos. En una de estas cartas, dirigida a Luis XVI y donde proponía que su hijo el delfín fuera educado por el erudito Bernardin de Saint-Pierre con cargo al Estado, se dirigió al monarca con la famosa expresión «señor, yo desprecio a los reyes»; su lectura pública el 29 de enero de 1792 elevó su popularidad ante la opinión pública.
Manuel fue relacionado con las manifestaciones del 20 de junio de ese año, a las que acudió a título personal. Más tarde, fue cesado —junto con el alcalde Pétion de Villeneuve— por el Consejo General, aunque nuevamente reelegido por la asamblea el 13 de julio. Durante el asalto al palacio de las Tullerías del 10 de agosto, veló toda la noche y participó en la constitución de la Comuna insurreccional que garantizó el éxito del ataque (iniciado por la toma del Hôtel de Ville). El 12 de agosto Robespierre y Manuel visitaron la prisión del Temple con el fin de comprobar la seguridad de la familia real; a finales de mes, Manuel o Robespierre parece que instaron a las distintas secciones a mantenerse en sus puestos y, en caso necesario, sacrificarse hasta morir. El 28 de agosto ayudó a Madame de Staël y liberó a varios amigos suyos. No se sabe con certeza si también salvó la vida de Beaumarchais, quien fue encarcelado el día 23 y liberado una semana después, solo tres días antes de que tuviera lugar una matanza en la misma prisión.

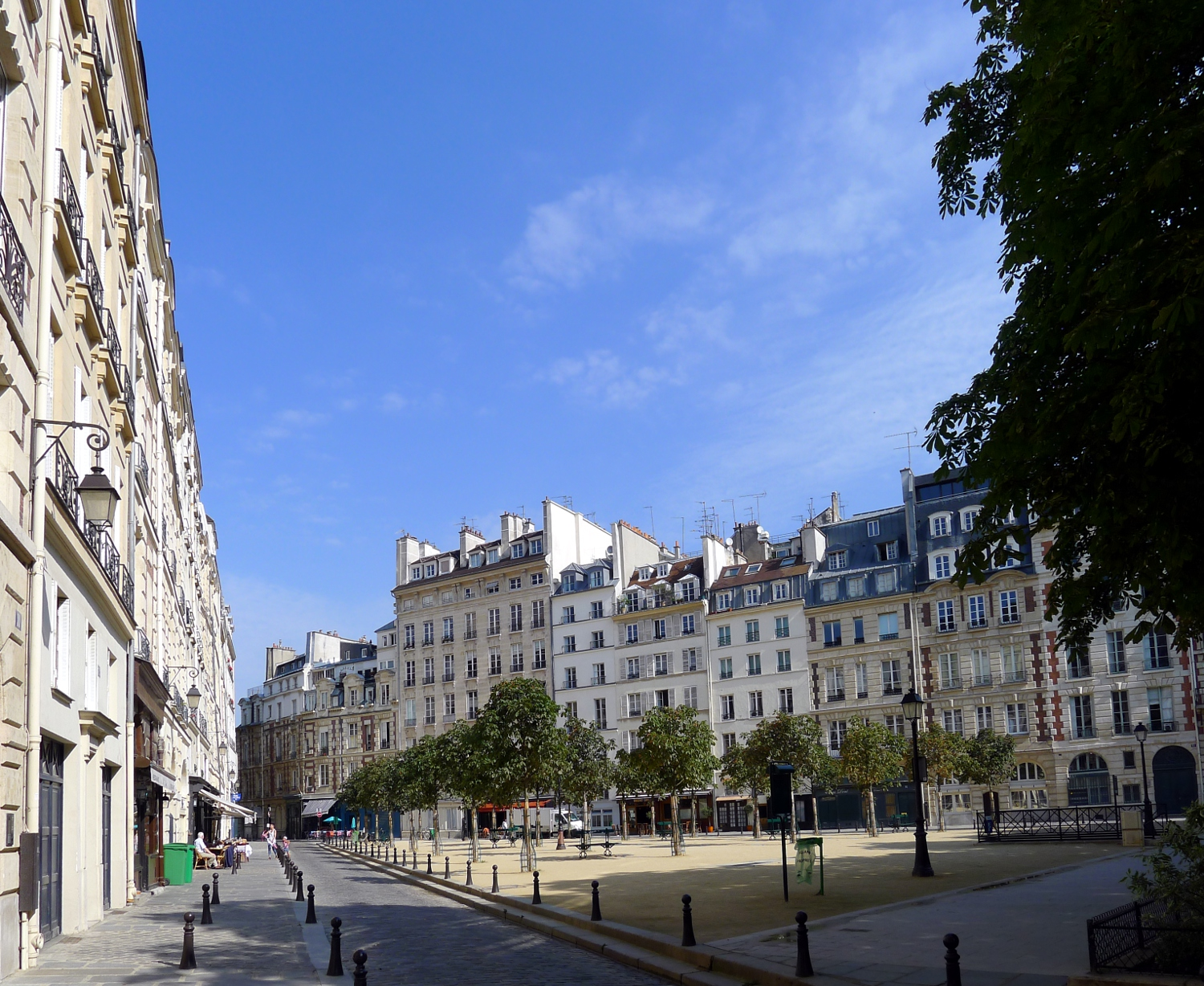
Place Dauphine

Manuel residía en la Place Dauphine y se personó en la cercana prisión de la Abadía el primer día de las masacres de septiembre. Las puertas se cerraron pero, tras intensas negociaciones con Manuel, se reanudaron los asesinatos. Manuel formaba parte de una delegación enviada por el consejo general de la comuna para solicitar el cese de la violencia, pero estos fueron insultados y apenas lograron escapar con vida. A última hora de la tarde, Madame de Staël fue trasladada a su domicilio escoltada por Manuel. También salvó la vida a la institutriz Madame Tourzel, por mediación de su madre.
El 7 de septiembre de 1792 fue uno de los diputados electos por París para la Convención Nacional. El 3 de noviembre declaró ante el Club de los Jacobinos que «las masacres de septiembre habían sido el día de San Bartolomé del pueblo, el cual había mostrado ser tan malvado como un rey», y que todo París era culpable por estos asesinatos.
Obtuvo la supresión de la Cruz de San Luis —a la que calificó de «mancha en un abrigo de hombre»—, solicitó que Pétion de Villeneuve —el primer presidente de la Convención— fuera alojado en el palacio de las Tullerías, y exigió la venta del Palacio de Versalles.

### Independencia política y ejecución
En 1792 fue procesado por publicar cuatro volúmenes de las escandalosas Lettres à Sophie de Ruffey, escritas desde la cárcel por Honoré Gabriel Riquetti, conde de Mirabeau, entre 1777-1780, aunque fue finalmente absuelto.
A su vez, el antiguo libelista sería víctima de un libelo difamatorio que ya circulaba durante el verano de 1793, titulado Vie Secréte de Pierre Manuel (La vida secreta de Pierre Manuel). El panfleto anónimo aparecía poco después de la llegada de Robespierre al Comité de Salvación Pública jacobino, y destrozaba la imagen pública de un Pierre Manuel entonces vinculado a los girondinos.
Manuel cambió su opinión sobre el rey Luis XVI a raíz de entablar contacto con Pétion y los partidarios de Brissot; rehusó votar a favor de la ejecución del antiguo soberano. Nunca antes había funcionado la Convención como un tribunal de justicia, y Manuel acusó a los miembros de la Montaña de anarquistas y asesinos. En consonancia, dimitió como diputado y fue sucedido por Fouquier de Tinville como fiscal. Entonces se retiró a Montargis, donde su casa fue asaltada por la multitud el 14 de marzo de 1793. Sangrando de forma abundante, fue conducido al árbol de la libertad, arrestado, e internado en prisión casi desnudo. A finales de agosto se le trasladó a la prisión de la Abadía y el 13 de noviembre a su vez a la Conciergerie. Durante el juicio, Fouquier-Tinville lo acusó de ser un libertino, de ofrecer vino a los "septembristas", de robar dinero y organizar una conspiración contra la única e indivisible república. Fue guillotinado ese mismo día, el 24 de Brumario.

## Obras
- Manuel, Louis-Pierre (1783). Essais historiques, critiques, littéraires et philosophiques. p. 167.;
- Manuel, Louis Pierre (1786). Coup-d'œil philosophique sur le règne de saint-Louis. p. 164.;
- Manuel, Louis-Pierre (1789). L'année françoise. p. 154.;
- Manuel, Louis-Pierre (1789). L'année françoise.;
- Louis-Pierre Manuel (1789). La Bastille dévoilée: livr. Notes historiques sur la Bastille. Desenne. Según el bibliógrafo Antoine-Alexandre Barbier en su Dictionnaire des ouvrages anonymes et pseudonymes, Volume 1, el panfleto no habría sido escrito por Manuel, como suele citarse, sino por un tal Charpentier.[cita requerida] Varias fuentes, como el catálogo de la Biblioteca Nacional de Francia, atribuyen la obra a ambos, aunque el estilo es similar a las obras anteriores de Manuel. El propio Brissot afirmó en sus memorias que el editor de la obra fue Manuel;[5]
- La Police de Paris dévoilée. chez J. B. Garnery ; Strasbourg chez Treuttel. 1790.;
- La Chasteté du clergé dévoilée (París, 1790);
- Lettres sur la Révolution (1792).